# Економічна свобода
Економічна свобода (англ. Economic freedom, Economic liberty) - здатність людей у суспільстві до економічних дій. 
Економічна свобода — це фундаментальне право кожної людини керувати її власною працею та майном. В економічно вільних суспільствах, особи вільні у виборі роботи, виробництві товарів, витратах та інвестиціях будь-яким шляхом, яким забажають. Всі ці свободи мають підтримуватися і захищаються державою. В економічно вільних суспільствах, також, не перешкоджає праці, капіталу і товарам вільно пересуватися й утримується від примусу і тиску на свободи, втручається лише у разі необхідності збереження і функціонування самого себе.

## Основні напрямки
Різнобічність економічної поведінки суб'єктів господарювання у виборі форм власності та сфери застосування своїх здібностей, знань, можливостей, професійних навичок, методики розподілу доходів, споживання матеріальних благ; реалізується на базі державних законодавчих норм; невід'ємна від економічної відповідальності громадян.
Важлива складова частина бізнесу, що являє собою свободу господарської діяльності, торгівлі, землекористування, добровільного співробітництва та ін. Економічна свобода однаково важлива як для підприємця-бізнесмена, так і для споживача, оскільки вона створює середовище для творчої діяльності особистості.

## Показники (індекси) економічної свободи

### Індекс економічної свободи - The Index of Economic Freedom
Wall Street Journal і Heritage Foundation щорічно розраховують Індекс економічної свободи для більшості країн світу. Цей показник дозволяє оцінити економічну свободу країни, на основі розрахунку 10-ти показників свободи економіки, які оцінюються за шкалою від 0 до 100, причому, показник 100 відповідає максимальній свободі:
1. Свобода бізнесу
2. Свобода торгівлі
3. Податкова свобода
4. Державні витрати
5. Грошова свобода
6. Свобода інвестицій
7. Фінансова свобода
8. Захист прав власності
9. Свобода від корупції
10. Свобода трудових стосунків

### Економічна свобода у світі - Economic Freedom of the World
Показник економіної свободи у світі, який розраховується Інститутом Фрейзера (The Fraser Institute), Ванкувер, Канада.
Згідно підходу Інституту Фрезера, економічну свободу визначають:
1. Особистий вибір.
2. Добровільний обмін, координований ринками.
3. Свобода входу та конкуренції на ринках.
4. Захист людей та їх власності від агресії з боку інших.

Особи мають економічну свободу, коли майно, яке вони набувають без застосування сили, шахрайства або крадіжок, захищене від фізичних вторгнень з боку інших людей, і вони вільні у використанні, обміні або передачі своєї власності до тих пір, поки їх дії не порушують однакових прав інші. Особи вільні вибирати, торгувати та співпрацювати з іншими та конкурувати, як вважають за потрібне.

## Економічна свобода в Україні
Україна була і залишається країною з невільною економікою - згідно Індексу економічної свободи Україна відноситься до категорії "Країни із в основному невільною економікою", займаючи останні місця у цих та інших рейтингах економічної свободи. Основна причина - завеликий обсяг і різноманітність форм державного втручання у всі сфери життя.

## Економісти про економічну свободу

### Людвіг фон Мізес
Прагнення до свободи є одним із основних принципів суспільства. Життя людини неможливе без боротьби за свободу — свободу висловлювати свої думки, обговорювати свої погляди, об'єднуватися в групи та партії, голосувати за улюблених представників, обирати і змінювати уряд. Організовувати своє суспільне і економічне життя так, як хочеться індивіду, — до тих пір, поки це не порушує миру. Насолоджуватися свободою — означає займатися тим, що подобається. Отримувати роботу, яку людина вважає гідною для себе, вільно купувати і продавати результати своєї роботи та залишати собі винагороду. Бути вільним — означає не зіштовхуватися з перешкодами та труднощами у своїх мирних економічних заняттях і прагненнях.

### Фрідріх Гаєк
За останню чверть століття, поки привід тоталітаризму не перетворився на реальну загрозу, ми поступово віддалялися від фундаментальних ідей, на яких було побудовано європейську цивілізацію. ... Ми поступово відмовилися від економічної свободи, без якої раніше не існувало особистої та політичної свободи.
Переконливі аргументи на користь економічної свободи виникли як результат вільного розвитку економічної діяльності - назапланованого й неочікуваного побічного продукту політичної свободи.